# Spoorlijn Kalmar - Linköping
De spoorlijn Kalmar - Linköping (Zweeds: Stångådalsbanan) is een spoorlijn in het zuiden van Zweden in de provincies Kalmar län en Östergötlands län. De lijn verbindt de plaatsen Kalmar en Linköping met elkaar.
De spoorlijn is 235 kilometer lang en werd in de jaren 1902, 1897 en 1874 in gebruik genomen.

## Afbeeldingen

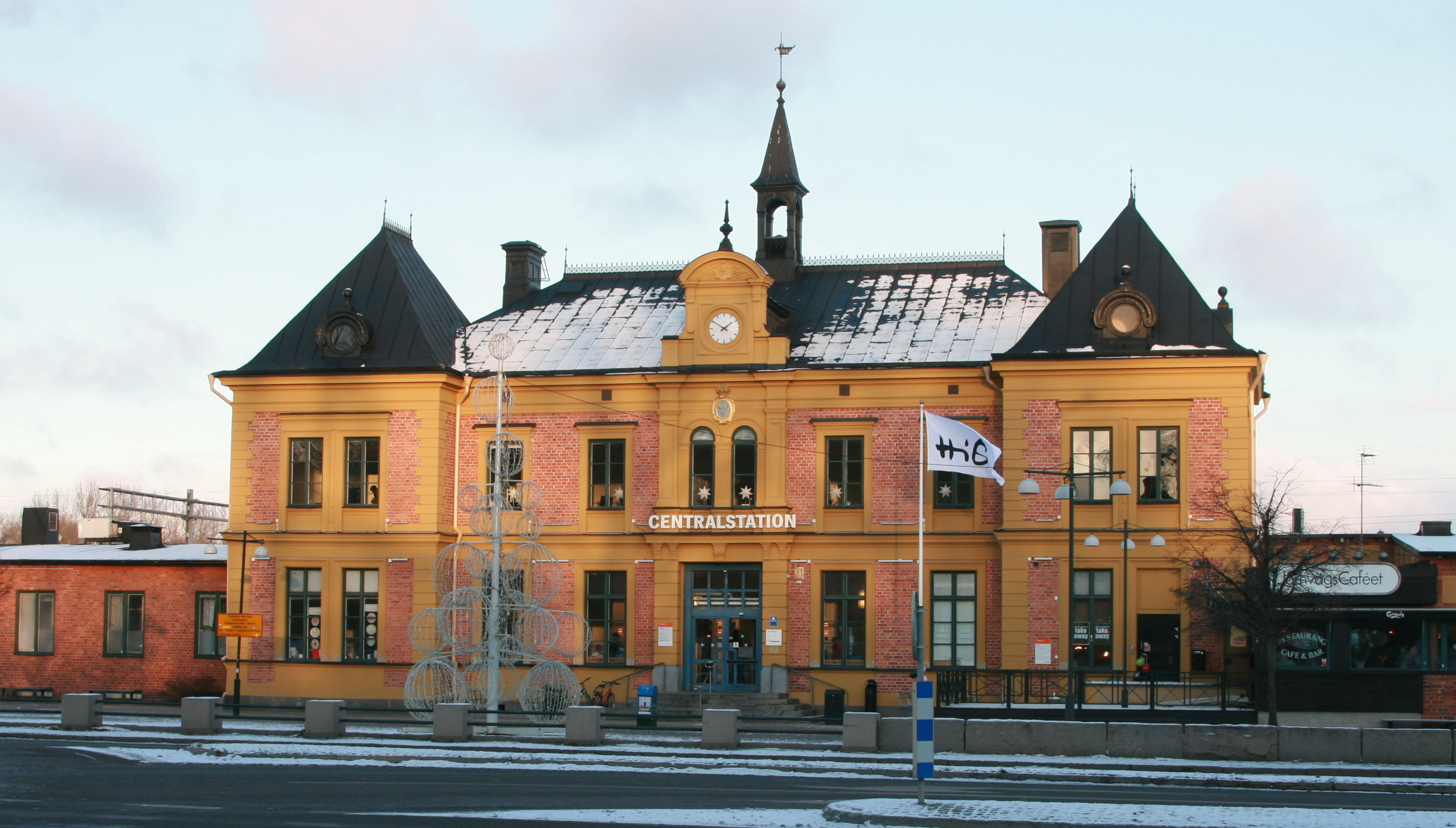
Station Linköping
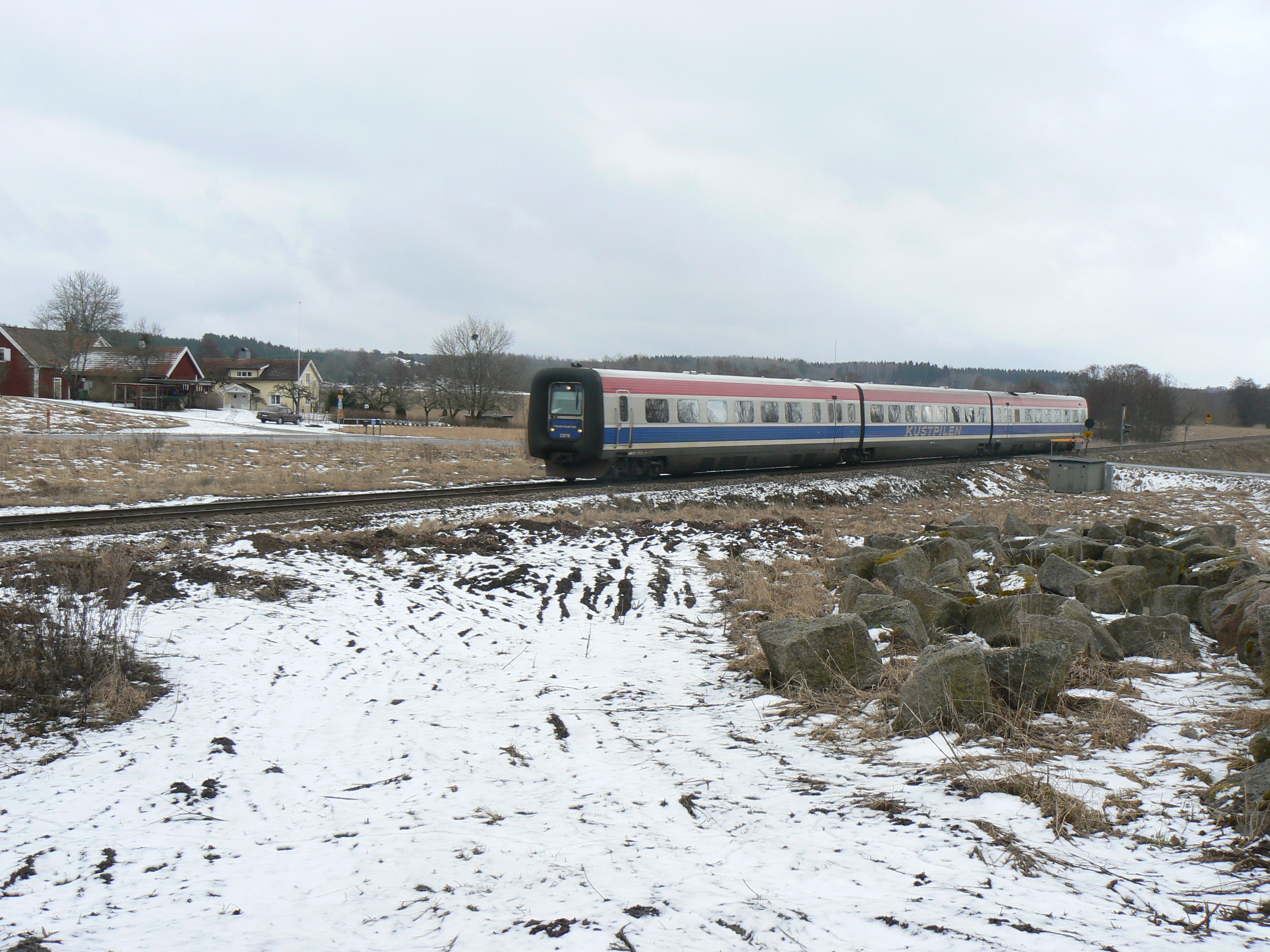
Treinstel type Y2 bij Sturefors
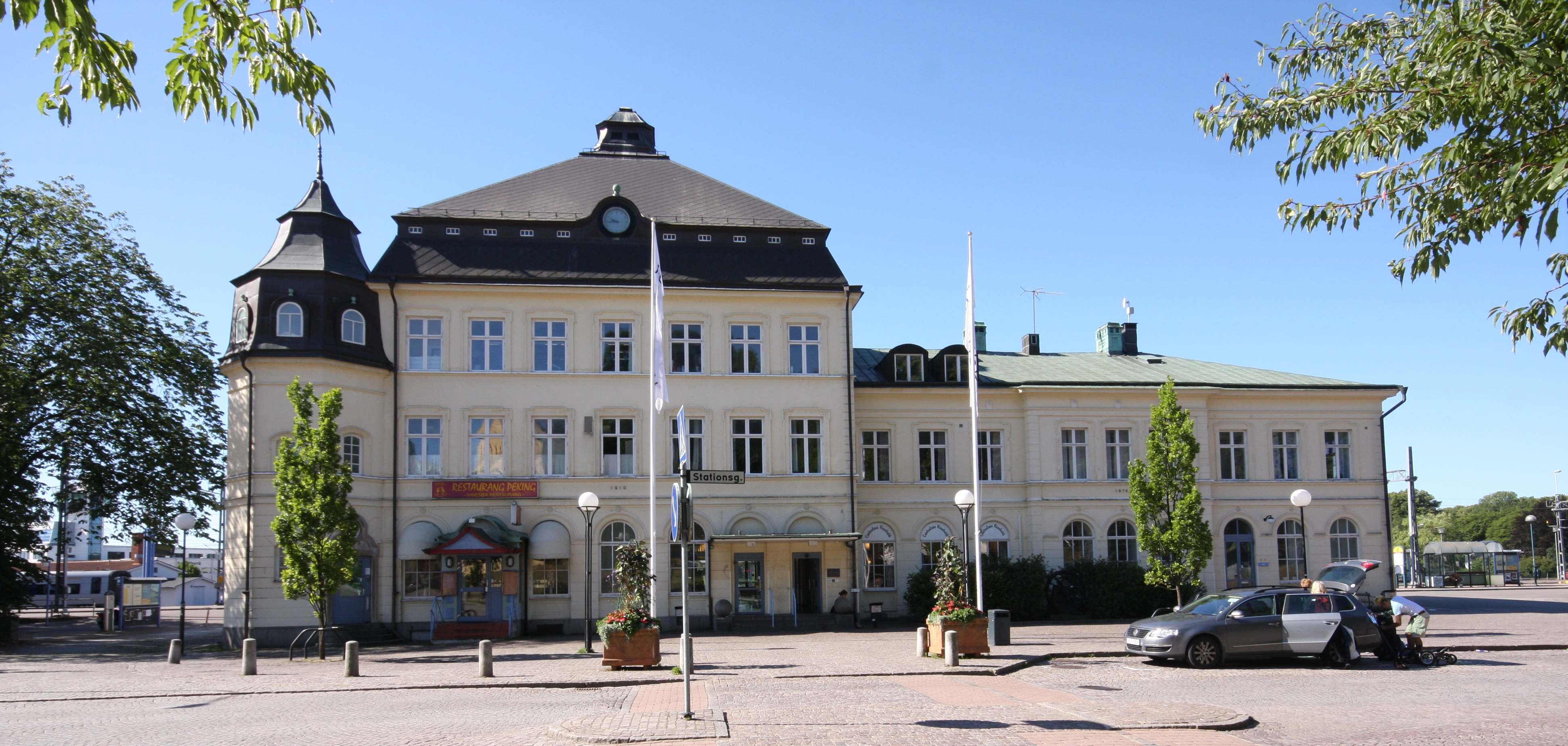
Station Kalmar